# Pulau Bidadari
Pulau Bidadari, vroeger Purmerend Eiland, is een Indonesisch eiland voor de kust van Jakarta. Het maakt deel uit van de Duizendeilanden.
In 1850 bouwden de Nederlanders er een martellotoren als onderdeel van de fortificatie die Batavia, het latere Jakarta, moest beschermen. De toren was operationeel tot 1878, waarna hij werd gebruikt als opslagplaats. Tijdens de uitbarsting van Krakatau in 1883, raakte de toren zwaar beschadigd door de daaropvolgende tsunami. Het enige dat nu nog rest is de basis tot een meter of twee boven de grond.
Het eiland staat ook bekend als Pulau Sakit (Ziekeneiland), vanwege de functie als leprakolonie in de zeventiende eeuw.